# Trasporto nazionale su gomma
Il trasporto nazionale su gomma si differenzia da quello internazionale fondamentalmente perché si svolge all'interno di un'unica nazione.
Una prima evidente suddivisione in questo campo è tra i trasportatori che effettuano i carichi completi e quelli che invece si occupano della distribuzione delle piccole partite.
I primi sono quelli che effettuano il trasporto da un singolo punto di carico per un'unica destinazione, normalmente si occupano di prodotti destinati all'approvvigionamento industriale o del trasporto di prodotti alimentari, soprattutto con automezzi frigoriferi.
Nella realtà italiana questo tipo di trasporto è ancora effettuata per lo più da trasportatori che possiedono solo un autocarro (i cosiddetti padroncini) e sono ancora poche le flotte di automezzi di proprietà di un'unica società.
In questo caso le tariffe vengono calcolate in base alla distanza percorsa dall'automezzo ed alla possibilità o meno di fruire di un carico anche per il viaggio di ritorno.
Nel linguaggio italiano corrente la società che si occupa delle consegne porta a porta viene anche indicata con il termine di corriere; questa abitudine è mutuata probabilmente dall'uso del termine omonimo che in passato indicava gli autobus; erano questi ultimi che per primi assicuravano la consegna di piccoli pacchetti anche nei punti più remoti dell'Italia. Nel caso dei trasporti di piccole partite le tariffe, oltre che sulle distanze chilometriche tra partenza e arrivo, vengono calcolate in base al peso e al volume delle merci trasportate e a un rapporto peso-volume.
Dopo un primo periodo in cui l'organizzazione era prevalentemente familiare e ogni società di trasporto si specializzava su una specifica tratta (spesso anche molto breve), con l'utilizzo di un numero minimo di autocarri e senza neppure l'ausilio di un magazzino, man mano le organizzazioni sono diventate sempre più vaste, con sedi in ogni città e con un numero di autocarri che supera alle volte anche il migliaio.
In questo caso le tariffe diventano molto più complesse dovendo tener presente, oltre alla distanza tra il punto di partenza e la destinazione, anche la tipologia della merce, il peso e il volume della stessa, nonché l'agibilità dei punti da raggiungere.
Se in passato al trasportatore era necessario conoscere soprattutto le regole comuni dell'autotrasporto, con l'avvento dell'informatica e la sempre più frequente decisione da parte delle aziende produttrici di decentralizzare una grande parte della propria logistica, alle società del ramo dei trasporti vengono richieste sempre maggiori capacità, ad esempio:
- devono essere in grado di provvedere all'imballaggio delle merci e alla loro etichettatura
- provvedono all'emissione dei documenti di trasporto in nome e per conto del committente
- viene richiesta la capacità di tracking, cioè il poter far conoscere sempre in tempo reale al cliente la posizione di ogni singola spedizione
- devono provvedere alle pratiche di rientro presso il committente dei materiali difettosi o in riparazione.